# Czynnik ludzki
Czynnik ludzki – czynnik spowodowany przez konkretne jednostki i grupy ludzkie wypełniające struktury organizacyjne oraz realizujące w organizacjach zarówno obowiązki i zadania wynikające z pełnionych przez siebie ról, jak i swoje własne, prywatne cele i dążenia. Najczęściej są używane określenia, które służą podkreśleniu znaczenia ludzi dla realizacji celów organizacyjnych i uznania ich za podstawowy składnik ekonomicznej wartości organizacji. W tym znaczeniu mówi się o zasobach ludzkich.